# کلارا (میسیسیپی)
کلارا (به انگلیسی: Clara) مکانی در ایالت میسیسیپی کشور ایالات متحده آمریکا است که جمعیت آن در سرشماری سال ۲۰۱۰ میلادی، ۴۱۰
نفر بوده‌است.